# Joshua Tree Tour
El Joshua Tree Tour fue una gira realizada por la banda irlandesa de rock U2 durante 1987 por las principales ciudades de Estados Unidos y en menor medida las de Europa. Principalmente lo majestuoso de este tour, es la demanda de entradas que produjo, debido a la ascensión de la banda a la categoría de "Súper Estrellas" y a la obtención de tres "número uno" en los chárteres mundiales conseguidos por su último álbum "The Joshua Tree" (1987).

## Itinerario
La noche de apertura de esta gira fue el 2 de abril en el Centro de Actividades de la Universidad Estatal de Arizona en Tempe, Arizona. El día antes de la noche de apertura, Bono cayó sobre un foco que llevaba durante una interpretación de "Bullet the Blue Sky", abriéndose la barbilla. Bono había perdido parcialmente su voz como resultado. Le pidió a la audiencia que lo ayudara a cantar la mayoría del set, lo cual estaban felices de hacer. En ese momento, sus publicistas explicaron en un comunicado de prensa que se debía a la semana de ensayos que la banda realizó en el Centro de Actividades de A.S.U. y que había ensayado en exceso su voz. Había recuperado por completo su voz para el segundo de los dos espectáculos en la arena el 4 de abril.
La primera etapa tuvo lugar en los estadios de interior estadounidenses durante abril y mayo. Los 29 conciertos generaron US $ 7,501,329 con un total de 465,452 boletos vendidos. 1,063 boletos de Las Vegas permanecieron sin vender, lo que equivale a una venta total del 99.77% para el primer tramo estadounidense. La primera parte terminó con 5 conciertos en el Brendan Byrne Arena en East Rutherford entre el 11 y el 16 de mayo.
La segunda parte se desarrolló en arenas europeas y estadios al aire libre se extendió desde finales de mayo hasta principios de agosto, comenzando en el Stadio Flaminio en Roma el 27 de mayo. El espectáculo final de la etapa europea es en Páirc Uí Chaoimh en Cork el 8 de agosto.
La tercera etapa regresó a estadios y estadios estadounidenses y canadienses en otoño. La gira terminó el 20 de diciembre donde comenzó en Tempe, Arizona, pero esta vez en el estadio Sun Devil.
El 30 de abril, la banda tocó el Pontiac Silverdome, su primer espectáculo en el estadio en los Estados Unidos. Si bien las críticas del programa fueron positivas, dijeron que una pantalla de video es necesaria para las personas en la parte posterior. El gerente de producción de U2, Willie Williams, recuerda el debate dentro de la banda sobre el uso de pantallas y si dividirían la atención de la audiencia entre el escenario y la pantalla. Se instaló una pantalla de video detrás de la torre de iluminación en el espectáculo del 20 de septiembre en el RFK Stadium en Washington D. C. para que la mitad trasera del estadio pudiera ver mejor a la banda, y las pantallas se usaron en la mayoría de los espectáculos del estadio durante el resto de la gira.
The Joshua Tree Tour agotó estadios en todo el mundo, la primera vez que la banda había tocado constantemente en lugares de ese tamaño. The Joshua Tree y sus sencillos se habían convertido en grandes éxitos y la banda había alcanzado una nueva altura en su popularidad. Las entradas para los espectáculos a menudo eran muy difíciles de conseguir, especialmente en el primer tramo estadounidense cuando solo tocaban en arenas.
Ese primer tramo también se organizó alrededor de múltiples estadías nocturnas en centros de fandom U2 a lo largo de las dos costas de EE. UU., Con solo unas pocas fechas en el medio del país. Estos puestos de varias noches también presentaron un giro inusual de la lista de canciones. Todos, excepto la última noche, comenzarían en forma convencional de concierto con el par entusiasta de "Where the Streets Have No Name" en "I Will Follow", pero la última noche en cada ciudad comenzaría con las luces de la casa completamente iluminadas y la banda tocando el clásico clásico de la década de 1960 "Stand By Me", con The Edge cantando un verso, todo pensado como una apertura amigable e informal. Las luces de la casa permanecerían encendidas durante "Pride (In the Name of Love)",  y solo se apagarían al final; el resto de la lista establecida sería consecuentemente alejada de la norma.
El nuevo nivel de fama, exposición y la naturaleza frenética de la gira puso a la organización U2 bajo una gran cantidad de estrés.
Los 79 espectáculos norteamericanos en la gira vendieron 2,035,539 boletos y recaudaron US $ 35 millones. En total, la gira recaudó US $ 40 millones y atrajo a 3 millones de asistentes.

## Cover performances
En el estadio de Wembley en Londres, Bono cantó "Help!" de The Beatles, dedicándolo a aquellos en la audiencia que temían otros cinco años de la recién reelecta primera ministra, Margaret Thatcher. Como otro signo de la confianza del grupo, también cubrieron el "intocable" Helter Skelter de The Beatles, declarando "Esta es una canción que Charles Manson le robó a los Beatles; la estamos robando". Otras versiones notables de la gira incluyeron "C'mon Everybody" de Eddie Cochran, "The Ballad of Springhill" de Peggy Seeger, "Southern Man" de Neil Young, "People Get Ready" de Curtis Mayfield (durante la cual Bono invitaría a un fanático a tocar la guitarra). en la canción) y numerosas versiones de Bob Dylan, incluyendo "Maggie's Farm" y "I Shall Be Released". El 20 de abril, después de una presentación de I Shall Be Released en Los Ángeles, la banda sorprendió al público al presentar al propio Dylan para una presentación de Knockin 'on Heaven's Door. Durante la presentación, Bono dijo en tono de broma: "Generalmente invento mis propias palabras para las canciones de Bob Dylan. Dice que no le importa". Dylan respondió en especie, diciendo: "Yo también lo hago". Bono a menudo cantaba extractos de otras canciones, especialmente las de The Rolling Stones y Walk on the Wild Side de Lou Reed, cerca del final de la canción Bad como lo había hecho durante la presentación de Live Aid y lo haría en giras posteriores.
U2 cubrió "Stand By Me" de Ben E. King en su show del 25 de septiembre de 1987 en el antiguo estadio JFK de Filadelfia, acompañado de una actuación de Bruce Springsteen.
La banda realizó "Christmas (Baby Please Come Home)" en su concierto final en Tempe, Arizona, el 20 de diciembre de 1987. La banda había grabado la canción para el álbum recopilatorio A Very Special Christmas meses antes en la etapa europea de su gira.

## Filmación del documental Rattle and Hum
La banda filmó y grabó varios espectáculos de la gira para el documental y el álbum Rattle and Hum. La banda filmó las imágenes en blanco y negro en el McNichols Sports Arena de Denver los días 7 y 8 de noviembre de 1987. Eligieron la ciudad después del éxito de su video Live at Red Rocks: Under a Blood Red Sky, que fue filmado en el Anfiteatro Red Rocks en 1983. "Pensamos que un rayo podría caer dos veces", dijo el guitarrista The Edge. Siete canciones del segundo espectáculo se utilizaron en la película, ninguna del primero. Horas antes del segundo espectáculo de Denver, una bomba del IRA mató a once personas en la ceremonia del Día del Recuerdo en la ciudad de Enniskillen, en el norte de Irlanda (ver Bombardeo del Día del Recuerdo). Bono se enfrentó al evento con enojo durante la presentación de Sunday Bloody Sunday, que fue incluida en la película. La referencia de Bono al número de personas asesinadas en el incidente fue editada más tarde para que la película reflejara el número real.
La banda también ofreció una breve presentación gratuita en San Francisco, California, tres días después, el 11 de noviembre de 1987, anunciada como el concierto "Save the Yuppies", del cual se tomó la interpretación de "All Along the Watchtower" para la película y el álbum. Durante la presentación de "Sunday Bloody Sunday", Bono observó a un fan con un cartel con las letras "SF" y "U2". Creyendo que el "SF" en el cartel se refería al Sinn Féin, Bono reaccionó con enojo al aficionado y al cartel, aparentemente sin darse cuenta de que el "SF" probablemente representaba a San Francisco. También durante la actuación, Bono pintó con spray "Stop the Traffic, Rock and Roll" en la Fuente Vaillancourt en Justin Herman Plaza, que fue capturada en la película. El acto enfureció a algunos, incluida la entonces alcaldesa Dianne Feinstein.
Al menos parte del segundo concierto de la banda en Fort Worth, Texas, fue filmado y presentado en la película, ya que la banda interpretó una versión temprana de la canción inédita "t" con el intérprete de blues B.B. King. La banda iría de gira con King en su Lovetown Tour dos años después.
El 19 de diciembre de 1987 y el 20 de diciembre de 1987 se tomaron imágenes en color al aire libre del concierto de Tempe, Arizona, de la banda. El plan inicial era que las imágenes en color al aire libre se hubieran tomado durante 2 espectáculos en Buenos Aires, pero durante la planificación de la gira esto se hizo imposible. debido a los altos costos para transportar todo el equipo. Los espectáculos fueron los dos últimos de la gira, habiéndose celebrado en la misma ciudad en la que se abrió la gira.

## Actos de apoyo
Una serie de actos de apertura se utilizaron para la gira. A Lone Justice todavía se le dio énfasis en este papel, ya que habían estado en el Unforgettable Fire Tour, pero no fue suficiente para darles una carrera exitosa. Otros abridores incluyeron The Pretenders, Big Audio Dynamite, UB40, Little Steven, BoDeans, Mason Ruffner, World Party, Stevie Ray Vaughan, Spear of Destiny, The Waterboys, Hurrah!, Los Lobos, Buckwheat Zydeco, The Pogues, The Alarm, The Silencers, y Lou Reed.
El 1 de noviembre en Indianápolis, U2 apareció como su propio acto de apoyo, disfrazado como "The Dalton Brothers", tocando entre sets por los BoDeans y Los Lobos. Estaban vestidos con trajes y pelucas occidentales mientras Bono hablaba con un acento sureño vibrante. Tocando su propia canción influenciada por el país, "Lucille", y "Lost Highway" de Hank Williams, solo algunos de los asistentes en las primeras filas los reconocieron. "The Dalton Brothers" también apareció en conciertos en Los Ángeles y Hampton, Virginia.
B.B. King fue el acto de apertura de los dos shows finales de la gira los días 19 y 20 de diciembre en el Sun Devil Stadium en Tempe, Arizona, y en Fort Worth el mismo año.

## Lesiones
Durante los ensayos el 1 de abril de 1987, el día antes del espectáculo inaugural en Tempe, Arizona, Bono cayó sobre un foco que llevaba durante una interpretación de "Bullet the Blue Sky", abriéndose la barbilla. Lo llevaron a un hospital y le cosieron la herida. Más tarde, Bono dijo: "Estaba perdido en la música y al comienzo de cualquier gira solo estás conociendo el aspecto físico del escenario ... y estás sobreestimando tu propio aspecto físico. Crees que estás hecho de metal y no lo eres. Cortes y contusiones, eso es lo que recuerdo de The Joshua Tree ".
Bono sufrió una segunda lesión el 20 de septiembre de 1987 durante un concierto en el estadio RFK en Washington D. C.en el tercer tramo de la gira. Se cayó del escenario cubierto de lluvia y se dislocó el brazo. Completó la actuación y volvió a colocar el brazo en su lugar después de su conclusión. Su brazo estaba en una honda para doce espectáculos entre el 22 de septiembre y el 20 de octubre, que es visible en algunos puntos durante la película de 1988 Rattle and Hum.

## Setlist recurrente
1. Where the Streets Have No Name
2. I Will Follow
3. I Still Haven't Found What I'm Looking For
4. Gloria
5. A Sort Of Homecoming
6. MLK
7. The Unforgettable Fire
8. Sunday Bloody Sunday
9. Exit
10. In God's Country
11. The Electric Co.
12. People Get Ready
13. Help
14. Bad
15. New Year's Day
16. Pride (In the Name of Love)
17. Bullet the Blue Sky
18. Running to Stand Still
19. With or Without You
20. Party Girl
21. 40

### Canciones más tocadas
- I Still Haven't Found What I'm Looking For (110 veces)
- Bullet the Blue Sky (109 veces)
- Exit (109 veces)
- I Will Follow (109 veces)
- Pride (In the Name of Love) (109 veces)
- Running To Stand Still (109 veces)
- Bad (108 veces)
- New Year's Day (108 veces)
- Sunday Bloody Sunday (108 veces)
- With or Without You (108 veces)
- 40 (105 veces)
- In God's Country (104 veces)
- MLK (99 veces)
- Where the Streets Have No Name (97 veces)
- October (93 times)
- The Unforgettable Fire (93 veces)
- Trip Through Your Wires (83 veces)
- Help (57 veces)
- People Get Ready (55 veces)
- Gloria (52 veces)

## Historia

### Primera etapa: Estados Unidos
La primera etapa de la gira se planeó para los meses de abril y mayo, solo constaba de dos meses de duración y comenzaría por la costa oeste del país norteamericano (en honor al disco, donde se puede apreciar las fotografías provenientes de ese lugar geográfico).
El debut se realizó el día 2 de abril de 1987 en el State University Activity Center en la ciudad de Tempe, Arizona con un escenario íntegramente diseñado por Willie Williams, de ideas sencillas, con un telón blanco de fondo (que luego se tornaría rojo) y pequeñas plataformas elevadas en los laterales. Este primer show, se vivió con un estado de euforia extrema por parte del público, y con una voz de Bono bastante disminuida por los vientos secos desérticos que abundan en el lugar. La vestimenta de la banda era distinta, muy apegado al look norteamericano incluyendo botas, sombreros y chalecos.
Durante esta primera etapa, el Joshua Tree Tour, recorrió las ciudades norteamericanas de Tempe, Tucson, Houston, Las Cruces, Las Vegas, San Diego, Los Ángeles, Daly City, Rosemont, Pontiac, Worcester, Hartford y East Rutherford.
Durante los shows de esta etapa agotaron las entradas disponibles en todas las arenas (a excepción de uno solo, realizado el 12 de abril en el Thomas_&_Mack_Center en la ciudad de Las Vegas) y el fervor del público era incontenible a tal punto de que el mismísimo Bono en el concierto realizado en la ciudad de Chicago el 29 de abril en el Rosemont Horizon (Conocido más tarde como uno de los más famosos Conciertos Bootlegs de la banda Llamado "Rock´s Hottest Ticket" llamado así, por la portada de la banda en la famosísima revista "Time" titulada de igual forma) pidió a sus fanes que se callaran, recordando que todos ellos asistían a un concierto de U2 y no de los "Beatles".
| Fecha               | País           | Ciudad          | Lugar                                    |
| 2 de abril de 1987  | Estados Unidos | Tempe           | Arizona State University Activity Center |
| 4 de abril de 1987  | Estados Unidos | Tempe           | Arizona State University Activity Center |
| 5 de abril de 1987  | Estados Unidos | Tucson          | Community Center                         |
| 7 de abril de 1987  | Estados Unidos | Houston         | The Summit                               |
| 8 de abril de 1987  | Estados Unidos | Houston         | The Summit                               |
| 10 de abril de 1987 | Estados Unidos | Las Cruces      | Pan American Center                      |
| 12 de abril de 1987 | Estados Unidos | Las Vegas       | Thomas & Mack Center                     |
| 13 de abril de 1987 | Estados Unidos | San Diego       | Sports Arena                             |
| 14 de abril de 1987 | Estados Unidos | San Diego       | Sports Arena                             |
| 17 de abril de 1987 | Estados Unidos | Los Ángeles     | Sports Arena                             |
| 18 de abril de 1987 | Estados Unidos | Los Ángeles     | Sports Arena                             |
| 20 de abril de 1987 | Estados Unidos | Los Ángeles     | Sports Arena                             |
| 21 de abril de 1987 | Estados Unidos | Los Ángeles     | Sports Arena                             |
| 22 de abril de 1987 | Estados Unidos | Los Ángeles     | Sports Arena                             |
| 24 de abril de 1987 | Estados Unidos | Daly City       | Cow Palace                               |
| 25 de abril de 1987 | Estados Unidos | Daly City       | Cow Palace                               |
| 29 de abril de 1987 | Estados Unidos | Rosemont        | Rosemont Horizon                         |
| 30 de abril de 1987 | Estados Unidos | Pontiac         | Pontiac Silverdome                       |
| 2 de mayo de 1987   | Estados Unidos | Worcester       | The Centrum                              |
| 3 de mayo de 1987   | Estados Unidos | Worcester       | The Centrum                              |
| 4 de mayo de 1987   | Estados Unidos | Worcester       | The Centrum                              |
| 7 de mayo de 1987   | Estados Unidos | Hartford        | Civic Center                             |
| 8 de mayo de 1987   | Estados Unidos | Hartford        | Civic Center                             |
| 9 de mayo de 1987   | Estados Unidos | Hartford        | Civic Center                             |
| 11 de mayo de 1987  | Estados Unidos | East Rutherford | Brendan Byrne Arena                      |
| 12 de mayo de 1987  | Estados Unidos | East Rutherford | Brendan Byrne Arena                      |
| 13 de mayo de 1987  | Estados Unidos | East Rutherford | Brendan Byrne Arena                      |
| 15 de mayo de 1987  | Estados Unidos | East Rutherford | Brendan Byrne Arena                      |
| 16 de mayo de 1987  | Estados Unidos | East Rutherford | Brendan Byrne Arena                      |

### Segunda etapa: Europa
La segunda etapa del Joshua Tree Tour comenzó diez días después de finalizar la primera en la ciudad italiana de Roma en el estadio Flaminio, con el álbum en el puesto número 1 de ventas y con una gigantesca demanda de sus shows en vivo por parte del público, sin mencionar la subida de ventas de sus anteriores discos y el enorme interés de los medios especializados (como Time, Rolling Stone, Musician, etc).
De igual manera que en su anterior etapa, todas las entradas de los conciertos se agotaban a las pocas horas de salida en el mercado, (sólo el concierto realizado en Basilea, Suiza, el 21 de junio fue la excepción en esta etapa). La mayoría de las veces todo esto sucedía además con desórdenes y caos; fundamentalmente debido a su apretada agenda, consecuencia de una extensa tercera etapa del tour programada para septiembre en los Estados Unidos nuevamente, dejando así como resultado una pequeña segunda etapa de sólo dos meses y medio de duración.
Se había construido otro escenario, bastante más grande, formada por una extensa estructura metálica recubierta por una lona amarilla, con el gráfico en gigante del "Joshua Tree", y sin pantallas de vídeo.
La segunda etapa del Joshua Tree Tour recorrió las ciudades de Roma y Módena en Italia, Londres, Birmingham y Leeds en Inglaterra, Gotemburgo en Suecia, París y Montpellier en Francia, Basilea en Suiza, Colonia y Múnich en Alemania, Dublín,  Cork y Belfast en Irlanda, Bruselas en Bélgica, Madrid en España, Róterdam en Holanda, Cardiff en Gales, y Glasgow y Edimburgo en Escocia.
Durante el concierto del 4 de julio realizado en el Hippodrome de Vincennes de París, retransmitido vía satélite por la televisión británica, se produjo un grave incidente, mientras la banda interpretaba With or without you, alguien de la seguridad del estadio arrojó una granada de gas a la multitud de fanes, a lo que Bono realmente enardecido interrumpió el concierto y manifestó que "Nadie Sale Herido de un Concierto de U2".
Lo más novedoso de esta etapa fue el primer concierto de la banda en España, recital realizado en el estadio Santiago Bernabéu el 15 de julio en Madrid, en donde una multitud de 115.000 espectadores saltaron entonando en unísono la frase "Torero" al finalizar la interpretación de "The Electric Co." y durante la primera interpretación en vivo de "Spanish Eyes". Esta segunda etapa finalizó el día 8 de agosto en el Pairc Ui Chaoimh en la ciudad Irlandesa de Cork.
| Fecha               | País         | Ciudad      | Lugar                      |
| 27 de mayo de 1987  | Italia       | Roma        | Stadio Flaminio            |
| 29 de mayo de 1987  | Italia       | Módena      | Stadio Alberto Braglia     |
| 30 de mayo de 1987  | Italia       | Módena      | Stadio Alberto Braglia     |
| 2 de junio de 1987  | Inglaterra   | Londres     | Wembley Arena              |
| 3 de junio de 1987  | Inglaterra   | Birmingham  | NEC Arena                  |
| 6 de junio de 1987  | Suecia       | Gotemburgo  | Eriksberg Shipyard Docks   |
| 8 de junio de 1987  | Hungría      | Budapest    | Népstadion                 |
| 12 de junio de 1987 | Inglaterra   | Londres     | Estadio de Wembley         |
| 13 de junio de 1987 | Inglaterra   | Londres     | Estadio de Wembley         |
| 15 de junio de 1987 | Francia      | París       | Le Zenith                  |
| 17 de junio de 1987 | Alemania     | Colonia     | Mungerdorfer Stadion       |
| 18 de junio de 1987 | Polonia      | Poznań      | Hala Arena                 |
| 19 de junio de 1987 | Polonia      | Varsovia    | Sala Kongresowa            |
| 21 de junio de 1987 | Suiza        | Basilea     | St. Jakob Park             |
| 24 de junio de 1987 | Irlanda      | Belfast     | King´s Hall                |
| 27 de junio de 1987 | Irlanda      | Dublín      | Croke Park                 |
| 28 de junio de 1987 | Irlanda      | Dublín      | Croke Park                 |
| 1 de julio de 1987  | Inglaterra   | Leeds       | Elland Road                |
| 4 de julio de 1987  | Francia      | París       | Hippodrome de Vincennes    |
| 8 de julio de 1987  | Bélgica      | Bruselas    | Vorst National             |
| 10 de julio de 1987 | Países Bajos | Róterdam    | Stadion Feyenoord          |
| 11 de julio de 1987 | Países Bajos | Róterdam    | Stadion Feyenoord          |
| 15 de julio de 1987 | España       | Madrid      | Estadio Santiago Bernabéu  |
| 18 de julio de 1987 | Francia      | Montpellier | Espace Richter             |
| 21 de julio de 1987 | Alemania     | Múnich      | Olympiahalle               |
| 22 de julio de 1987 | Alemania     | Múnich      | Olympiahalle               |
| 25 de julio de 1987 | Gales        | Cardiff     | Cardiff Arms Park          |
| 29 de julio de 1987 | Escocia      | Glasgow     | Scottish Exhibition Centre |
| 30 de julio de 1987 | Escocia      | Glasgow     | Scottish Exhibition Centre |
| 1 de agosto de 1987 | Escocia      | Edimburgo   | Murrayfield Stadium        |
| 3 de agosto de 1987 | Inglaterra   | Birmingham  | NEC Arena                  |
| 4 de agosto de 1987 | Inglaterra   | Birmingham  | NEC Arena                  |
| 8 de agosto de 1987 | Irlanda      | Cork        | Pairc Ui Chaoimh           |

### Tercera etapa: Norteamérica
El 10 de septiembre se inició la tercera y última etapa del Joshua Tree Tour, en Nassau Coliseum de Uniondale estrenando una canción importantísima para la banda nunca antes tocada en vivo llamada "One Tree Hill".
A partir del quinto concierto de esta etapa realizado el 17 de septiembre en el Boston Garden fue necesaria la inclusión de pantallas de vídeo en el escenario para reproducir las acciones de Bono y compañía, en los estadios cada vez más grandes donde asistía la cada vez más creciente masa seguidora de U2. Casualmente en este mismo recital, se sufrió un pequeño incidente técnico; las luces fallaron y gran parte de este curioso concierto fue realizado con todas las luces encendidas del estadio demostrándose así que U2 no necesitaba efectos visuales para acaparar todas las miradas del creciente público.
Pero el verdadero incidente de esta etapa tuvo lugar en el concierto del 20 de septiembre en el Robert F. Kennedy Stadium de la capital norteamericana; Durante la interpretación de "Exit", a causa de una intensa lluvia, Bono resbaló y se dislocó un hombro, aun así terminando el concierto de manera normal, con el hombro dislocado. Esta locura le produjo la inmovilización de su brazo izquierdo por un periodo de tres semanas, hecho que podemos apreciar en cantidad de fotos de la época, donde se ve a un Bono con el brazo inmóvil.
Esta tercera etapa llevó a la banda a las ciudades norteamericanas de Uniondale, East Rutherford, Filadelfia, Boston, Washington D. C., Foxboro, New Haven, Nueva York, Cleveland, Buffalo, Syracuse, Rochester, Pittsburgh, Iowa City, Champaign, Lexington, San Luis, Kansas City, Rosemont, Indianápolis, St Paul, Denver, San Francisco, Oakland, Los Ángeles, Austin, Fort Worth, Louisana, Murfreesboro, Miami, Tampa, Atlanta, Hampton y Tempe; y las ciudades Canadienses de Vancouver, Toronto y Montreal.
En el concierto del 1 de noviembre en el Hoosier Dome de Indianápolis, U2 eligió realizar una broma a su público, disfrazándose de sus propios teloneros, los "Dalton Brothers" (una banda estilo Country, en donde Adam Clayton se disfrazaba de mujer interpretando a Betty Dalton, y los demás de músicos de Country) Tocando dos, uno llamado "Lucille" (Compuesta por Bono, de estilo Country) y "Lost Highway" (Cantada por The Edge de Hank Williams). Nadie del público notó esta broma, así que en los bises U2 vestidos como ellos mismos interpretaron "Lucille" dando por finalizada la broma.
Los días 7 y 8 de noviembre la banda tocó en el Mc Nichols Arena , en la ciudad de Denver, en donde las imágenes fueron capturadas por Phil Joanou para documentar luego la película "Rattle And Hum", y el día 11 de noviembre se realizó un pequeño concierto gratuito en la Plaza "Justin Herman" ante 20 mil personas, en donde además de grabar imágenes para la película, se registró en vivo por primera vez en la gira (la primera vez real fue en 1981) la versión de Bob Dylan "All Along the Watchtower", versión que luego sería incluida en el disco doble en vivo "Rattle and Hum" (1988). La gira finalizó en la ciudad de Tempe, en "Sun Devil Stadium" el día 20 de diciembre, dejando así como resultado un total de 109 conciertos, un total de 3 millones 200 mil entradas y una plataforma totalmente exitosa para el lanzamiento de su próximo álbum y película "Rattle And Hum" un año después.
| Fecha                    | País           | Ciudad           | Lugar                                |
| 10 de septiembre de 1987 | Estados Unidos | Uniondale        | Nassau Coliseum                      |
| 11 de septiembre de 1987 | Estados Unidos | Uniondale        | Nassau Coliseum                      |
| 12 de septiembre de 1987 | Estados Unidos | Filadelfia       | The Spectrum                         |
| 14 de septiembre de 1987 | Estados Unidos | East Rutherford  | Giants Stadium                       |
| 17 de septiembre de 1987 | Estados Unidos | Boston           | Boston Garden                        |
| 18 de septiembre de 1987 | Estados Unidos | Boston           | Boston Garden                        |
| 20 de septiembre de 1987 | Estados Unidos | Washington D. C. | Robert F. Kennedy Memorial Stadium   |
| 22 de septiembre de 1987 | Estados Unidos | Foxboro          | Sulivan Stadium                      |
| 23 de septiembre de 1987 | Estados Unidos | New Haven        | Coliseum                             |
| 25 de septiembre de 1987 | Estados Unidos | Filadelfia       | JFK Stadium                          |
| 28 de septiembre de 1987 | Estados Unidos | Nueva York       | Madison Square Garden                |
| 29 de septiembre de 1987 | Estados Unidos | Nueva York       | Madison Square Garden                |
| 1 de octubre de 1987     | Canadá         | Montreal         | Estadio Olímpico                     |
| 3 de octubre de 1987     | Canadá         | Toronto          | Canadian National Exhibition Stadium |
| 6 de octubre de 1987     | Estados Unidos | Cleveland        | Municipal Stadium                    |
| 7 de octubre de 1987     | Estados Unidos | Buffalo          | Civic Auditorium                     |
| 9 de octubre de 1987     | Estados Unidos | Syracuse         | Carrier Dome                         |
| 11 de octubre de 1987    | Estados Unidos | Rochester        | Silver Stadium                       |
| 13 de octubre de 1987    | Estados Unidos | Pittsburgh       | Three Rivers Stadium                 |
| 20 de octubre de 1987    | Estados Unidos | Iowa City        | Hawkeye Arena                        |
| 22 de octubre de 1987    | Estados Unidos | Champaign        | Assembly Hall                        |
| 23 de octubre de 1987    | Estados Unidos | Lexington        | Rupp Arena                           |
| 25 de octubre de 1987    | Estados Unidos | Saint Louis      | St. Louis Arena                      |
| 26 de octubre de 1987    | Estados Unidos | Kansas City      | Kemper Arena                         |
| 28 de octubre de 1987    | Estados Unidos | Rosemont         | Rosemont Horizon                     |
| 29 de octubre de 1987    | Estados Unidos | Rosemont         | Rosemont Horizon                     |
| 30 de octubre de 1987    | Estados Unidos | Rosemont         | Rosemont Horizon                     |
| 1 de noviembre de 1987   | Estados Unidos | Indianápolis     | Hoosier Dome                         |
| 3 de noviembre de 1987   | Estados Unidos | Saint Paul       | Civic Center                         |
| 4 de noviembre de 1987   | Estados Unidos | Saint Paul       | Civic Center                         |
| 7 de noviembre de 1987   | Estados Unidos | Denver           | McNichols Sports Arena               |
| 8 de noviembre de 1987   | Estados Unidos | Denver           | McNichols Sports Arena               |
| 12 de noviembre de 1987  | Canadá         | Vancouver        | BC Place Stadium                     |
| 14 de noviembre de 1987  | Estados Unidos | Oakland          | Alameda County Coliseum              |
| 15 de noviembre de 1987  | Estados Unidos | Oakland          | Alameda County Coliseum              |
| 17 de noviembre de 1987  | Estados Unidos | Los Ángeles      | Los Angeles Memorial Coliseum        |
| 18 de noviembre de 1987  | Estados Unidos | Los Ángeles      | Los Angeles Memorial Coliseum        |
| 22 de noviembre de 1987  | Estados Unidos | Austin           | Frank Erwin Center                   |
| 23 de noviembre de 1987  | Estados Unidos | Fort Worth       | Tarrant County Convention Center     |
| 24 de noviembre de 1987  | Estados Unidos | Fort Worth       | Tarrant County Convention Center     |
| 26 de noviembre de 1987  | Estados Unidos | Baton Rouge      | Assembly Center                      |
| 28 de noviembre de 1987  | Estados Unidos | Murfreesboro     | Charles M. Murphy Athletic Center    |
| 3 de diciembre de 1987   | Estados Unidos | Miami            | Orange Bowl Stadium                  |
| 5 de diciembre de 1987   | Estados Unidos | Tampa            | Tampa Stadium                        |
| 8 de diciembre de 1987   | Estados Unidos | Atlanta          | The Omni                             |
| 9 de diciembre de 1987   | Estados Unidos | Atlanta          | The Omni                             |
| 11 de diciembre de 1987  | Estados Unidos | Hampton          | Coliseum                             |
| 12 de diciembre de 1987  | Estados Unidos | Hampton          | Coliseum                             |
| 19 de diciembre de 1987  | Estados Unidos | Tempe            | Sun Devil Stadium                    |
| 20 de diciembre de 1987  | Estados Unidos | Tempe            | Sun Devil Stadium                    |